# Рубщики дров (картина)
«Рубщики дров» (англ. Wood splitters; Charcoal burners) — картина австралийского художника Тома Робертса, написанная в 1886 году. Находится в Художественной галерее Балларата в Австралии.

## Описание

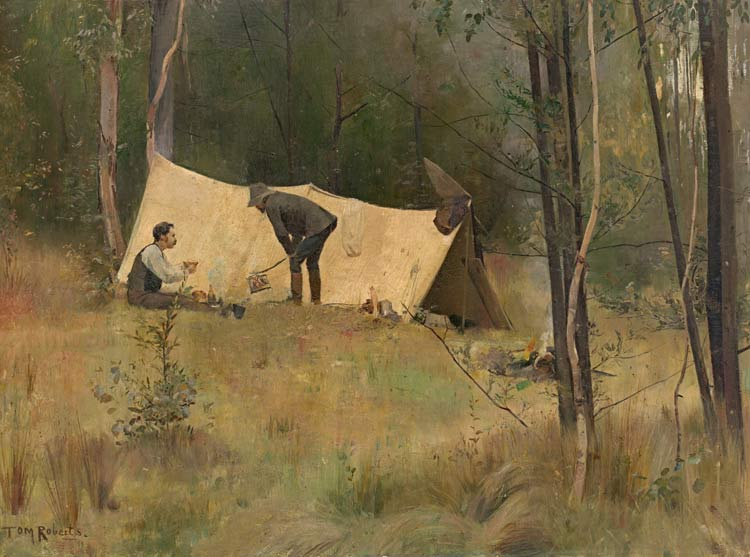
«Лагерь художников», Том Робертс, 1886

Робертс писал картину по наброскам, сделанным в лагере, который он основал с Фредериком Мак-Каббином в Бокс-Хилле, в то время сельской местности к востоку от Мельбурна (ныне пригород Мельбурна).
На картине изображены трое сельских рабочих, колющих и складывающих дрова для заготовки древесного угля. Робертс, находившийся под влиянием Барбизонской школы французских художников-пейзажистов и Жюля Бастьена-Лепажа, позже вернулся к теме сельских работников в своих произведениях, таких как «Стрижка овец» (1890) и «Отрыв!» (1891).

## История
Картина была приобретена Художественной галереей Балларата в 1961 году. В 1978 году полотно было украдено из галереи. В следующем 1979 году после выплаты выкупа за сохранное возвращение картины оно было получено в одном из парков в Сиднее.